# Le Frasnois
Le Frasnois là một xã trong vùng hành chính Franche-Comté, thuộc tỉnh Jura, quận Lons-le-Saunier, tổng Clairvaux-les-Lacs. Tọa độ địa lý của xã là 46° 38' vĩ độ bắc, 05° 53' kinh độ đông. Le Frasnois nằm trên độ cao trung bình là 792 mét trên mực nước biển, có điểm thấp nhất là 680 mét và điểm cao nhất là 930 mét. Xã có diện tích 14.56 km², dân số vào thời điểm 1999 là 151 người; mật độ dân số là 10 người/km².

## Thông tin nhân khẩu
| 1962 | 1968 | 1975 | 1982 | 1990 | 1999 |
| ---- | ---- | ---- | ---- | ---- | ---- |
| 92   | 103  | 110  | 114  | 138  | 151  |

## Địa điểm tham quan
Nhà thờ của Le Frasnois được xây dựng trong thế kỉ thứ 16, tháp chuông và từ thế kỉ thứ 18. Thắng cảnh tự nhiên là 5 hồ của Le Frasnois và thác nước Hérisson.